# МКС-25
МКС-25 — двадцать пятый долговременный экипаж Международной космической станции, состоит из шести человек. Работа экипажа началась 25 сентября 2010 года в 2:02 UTC после отстыковки корабля «Союз ТМА-18» от МКС и закончилась после отстыковки корабля «Союз ТМА-19» 26 ноября 2010 года в 01:23 UTC. Первоначально в состав экспедиции вошли три члена экипажа космического корабля «Союз ТМА-19», ранее работавшие в составе экспедиции МКС-24. 10 октября, 0:01 UTC экспедиция пополнилась до шести человек тремя членами космического корабля «Союз ТМА-01М».

## Экипаж
| Должность   | 25 сентября — 10 октября 2010 года | 10 октября — 26 ноября 2010 года | № полёта | Корабль доставки |
| ----------- | ---------------------------------- | -------------------------------- | -------- | ---------------- |
| Командир    | Даглас Уилок, НАСА                 | Даглас Уилок, НАСА               | 2        | «Союз ТМА-19»    |
| Бортинженер | Шеннон Уокер, НАСА                 | Шеннон Уокер, НАСА               | 1        | «Союз ТМА-19»    |
| Бортинженер | Фёдор Юрчихин, РКА                 | Фёдор Юрчихин, РКА               | 3        | «Союз ТМА-19»    |
| Бортинженер |                                    | Скотт Келли, НАСА                | 3        | «Союз ТМА-01М»   |
| Бортинженер |                                    | Александр Калери, РКА            | 5        | «Союз ТМА-01М»   |
| Бортинженер |                                    | Олег Скрипочка, РКА              | 1        | «Союз ТМА-01М»   |

ИсточникNASA

## Задачи экипажа
Кроме выполнения программы научно-прикладных исследований и экспериментов экипаж осуществил, в частности, работы по обслуживанию стыковки корабля «Прогресс М-08М» (старт 27.10.2010, стыковка 30.10.2010), а также выход в открытый космос на российский сегмент МКС.
Планируемая стыковка МКС с челноком «Дискавери» во время экспедиции не состоялась из-за переноса времени старта корабля.

## Полёт
Во время пребывания 25-й экспедиции на МКС станция отметила несколько знаменательных дат. Во-первых, 22 октября 2010 года время непрерывного пребывания людей на МКС превысило аналогичное время для станции «Мир». Во-вторых, 2 ноября 2010 года исполнилось ровно десять лет как начал работать экипаж МКС-1, с тех пор международная космическая станция остаётся постоянно обитаемой (исключая короткие промежутки времени во время перестыковки кораблей «Союз»).
26 ноября 2010 года в 4:23 мск корабль «Союз ТМА-19» отстыковался от МКС знаменуя тем самым окончание экспедиции МКС-25.

## Внекорабельная деятельность
15 ноября в 14:55 UTC Фёдор Юрчихин и Олег Скрипочка открыли выходной люк модуля Пирс и приступили к работам на внешней поверхности российского сегмента МКС. Всего выход продлился 6 часов 27 минут, все его задачи были выполнены успешно, кроме установки телекамеры на модуль «Рассвет». За время выхода космонавты взяли проб-мазки с внешней поверхности модулей «Звезда» и «Пирс», установили универсальное рабочее место УРМ-Д на модуле «Звезда», сделали снимки импульсного плазменного инжектора ИПИ-СМ, демонтировали моноблок «Robotik», установили на «Пирсе» мягкий поручень, на модуле «Поиск» — съёмную кассету-контейнер, а также выполнили ряд других работ.